# Парау Кручи (Рачу)
Парау Кручи (рум. Pârâu Crucii) насеље је у Румунији у округу Муреш у општини Рачу. Oпштина се налази на надморској висини од 342 m.

## Становништво
Према подацима из 2002. године у насељу је живело 151 становника.

### Попис2002.
| Расподела становништва по националности 2002.‍ | Расподела становништва по националности 2002.‍ | Расподела становништва по националности 2002.‍ | Расподела становништва по националности 2002.‍ | Расподела становништва по националности 2002.‍ |
| --------------------------------------------- | --------------------------------------------- | --------------------------------------------- | --------------------------------------------- | --------------------------------------------- |
|                                               |                                               |                                               |                                               |                                               |
| Румуни                                        | Румуни                                        |                                               | 133                                           | 88,1%                                         |
| Мађари                                        | Мађари                                        |                                               | 18                                            | 11,9%                                         |